# 藤原里瑛
藤原 里瑛（ふじわら りえ、1984年5月21日 - ）は、テレビ信州のアナウンサー。

## 来歴
岩手県出身。東北大学経済学部卒業。
2007年4月にテレビ信州に入社し、同局のアナウンサーになる。テレビ信州がアナログ放送を行っていた頃には、アナウンス業務と並行して地上デジタル放送推進大使も務めていた。

## 担当番組
- ゆうがたGet! → ゆうがたGet! every. - 中継リポーター（2007年4月 - 2013年3月）、キャスター（2013年4月 - 2021年3月、後に金曜MCとの兼務で再び就任[1]）、MC（木曜・金曜 → 金曜[1]）、「おでかけ生中継」リポーター（テレビ新潟『夕方ワイド新潟一番』との共同企画、2021年4月[Blog 2] - 2025年3月[Blog 3]）
- ズームイン!!SUPER（日本テレビ）[Blog 4]
- JAやっぱり！信州
- ZIP!（日本テレビ）[Blog 4]
- 奥さまはホームドクター[Prof 2]
- TSBナイトライン[Prof 2]
- TSB NEWS 報道ゲンバ[Blog 5] → 報道ゲンバ Face[Prof 3]
- ふれあいテレビ信州[Prof 4]
- news every. ローカルパート[Blog 6]

## 執筆
- マイチャン。な日々（読売新聞 長野県版）[Blog 7]

### プロフィールページ出典
1. ↑  藤原里瑛 (2007年6月5日). “プロフィール”. テレビ信州アナウンス室.   テレビ信州. 2007年10月26日時点のオリジナルよりアーカイブ。2025年5月30日閲覧。
2. 1 2  “藤原 里瑛のプロフィール”. アナウンサー.   テレビ信州. 2011年5月10日時点のオリジナルよりアーカイブ。2025年5月30日閲覧。
3. ↑  “藤原 里瑛のプロフィール”. アナウンサー.   テレビ信州. 2015年2月19日時点のオリジナルよりアーカイブ。2025年5月30日閲覧。
4. ↑  “藤原里瑛のプロフィール”. アナウンサー.   テレビ信州. 2018年4月29日時点のオリジナルよりアーカイブ。2025年5月30日閲覧。

### ブログ・SNS出典
1. ↑  藤原里瑛 (2011年7月18日). “カウントダウン”. 藤原 里瑛 公式ブログ.   テレビ信州. 2013年8月20日時点のオリジナルよりアーカイブ。2025年5月30日閲覧。
2. ↑  藤原里瑛 (2021年4月15日). “中継尽くし”. りえのほのぼの日記. 2025年5月30日閲覧。
3. ↑  藤原里瑛 [@rie_fujiwara_tsb] (2025年4月9日). "テレビ新潟との共同お出かけ中継は今月から菅野アナウンサーが担当します。". Instagramより2025年5月30日閲覧。
4. 1 2  藤原里瑛 (2011年4月1日). “新年度”. 藤原 里瑛 公式ブログ.   テレビ信州. 2013年8月20日時点のオリジナルよりアーカイブ。2025年5月30日閲覧。
5. ↑  藤原里瑛 (2013年4月12日). “春らしく”. 藤原 里瑛 公式ブログ.   テレビ信州. 2013年8月20日時点のオリジナルよりアーカイブ。2025年5月30日閲覧。
6. ↑  藤原里瑛 (2021年4月2日). “3月→4月”. りえのほのぼの日記.   テレビ信州. 2025年5月30日閲覧。
7. ↑  藤原里瑛 (2020年8月4日). “観光地の奮闘”. りえのほのぼの日記.   テレビ信州. 2020年8月9日時点のオリジナルよりアーカイブ。2025年5月30日閲覧。

### 上記以外の出典
1. 1 2 3  “信州横断[昭和・現代史]講座 （第2期）” (PDF). 信州ナレッジスクエア.  県立長野図書館内 長野県図書館協会事務局 (2024年9月4日). 2025年5月30日閲覧。ダウンロード元ページ：https://www.knowledge.pref.nagano.lg.jp/now/news/shinshu-odan-koza2024.html
2. ↑  “東北大学長野交流会” (PDF).  東北大学大学院工学研究科内 青葉工業会事務局 (2024年). 2025年5月30日閲覧。ダウンロード元ページ：http://www.aoba.eng.tohoku.ac.jp/aobakougyoukairennraku2.html